# Joris Harteveld
Joris Michael Harteveld (* 2. Juli 1968 in Gobabis, Südwestafrika) ist ein ehemaliger namibischer Radrennfahrer.
Joris Harteveld war seit 2008 als Leistungsradsportler aktiv. 2010 wurde er namibischer Meister im Straßenrennen und belegte im Einzelzeitfahren Platz zwei. Im selben Jahr gewann er die Gesamtwertung des Windhoek Pedal Power Time Trial and Hill Climb. 2012 belegte er Rang sieben bei der nationalen Meisterschaft.
Harteveld war 42 Jahre alt, als er 2010 nationaler Meister wurde. Er hatte mit dem Radsport begonnen, weil bei ihm 1996 Diabetes diagnostiziert worden war. Daraufhin hatte er seinen Lebensstil geändert und mit Sport begonnen. Er erklärte, er wolle mit seinen sportlichen Erfolgen anderen Menschen mit chronischen Krankheiten beweisen, dass man mit Sport die individuelle Lebensqualität erhöhen könne. Er selbst habe seine Insulineinnahme um 38 Prozent reduzieren können. Seine damals 13-jährige Tochter notierte die Entwicklung seiner Werte und gewann für dieses Projekt einen Preis in ihrer Schule.
Beruflich ist Harteveld als Finanzberater tätig.